# Mintaka

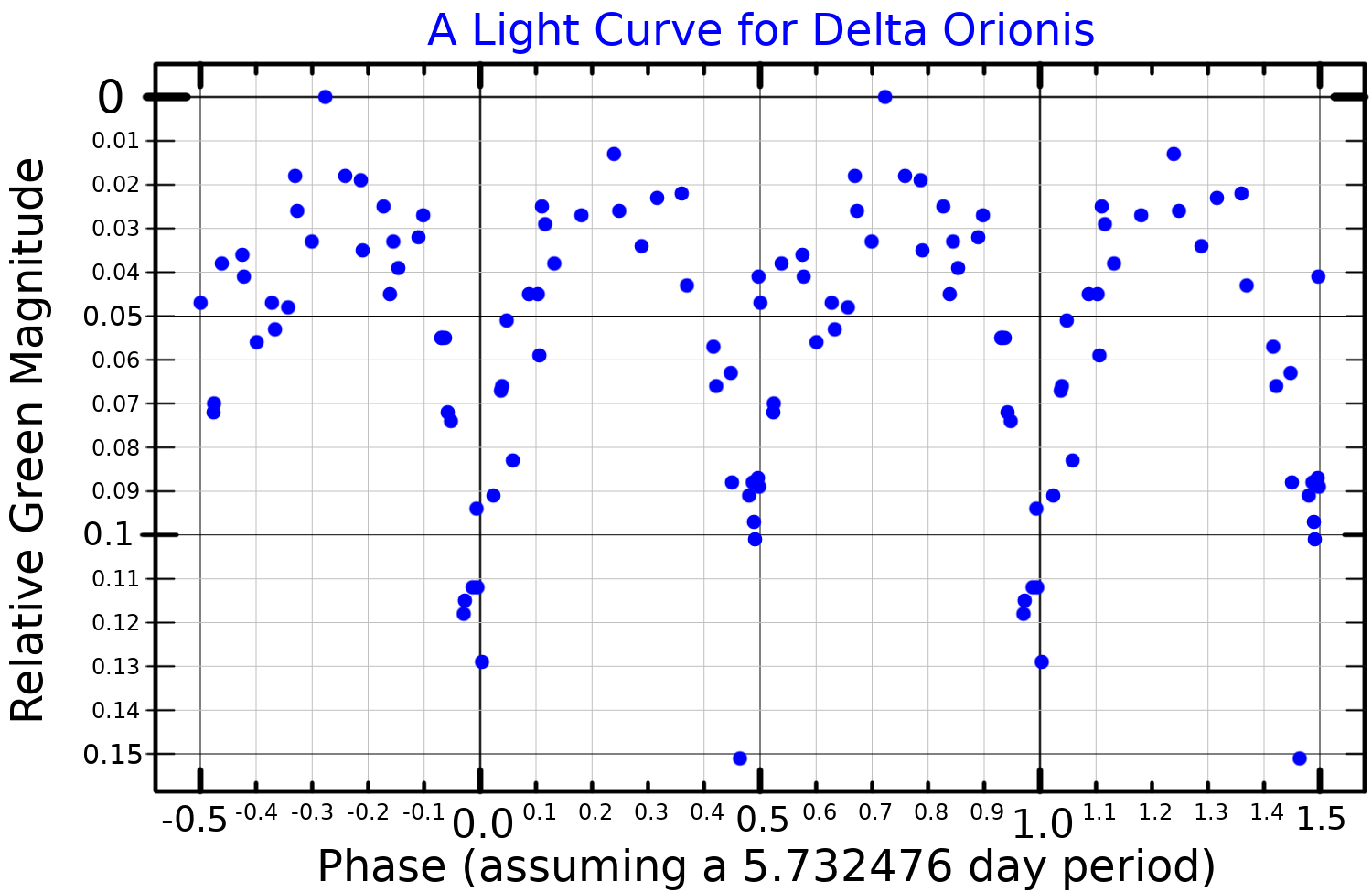
Lichtkromme van Mintaka

Mintaka (delta Orionis) is een heldere ster in het sterrenbeeld Orion.
De ster bestaat uit een magnitude 6 ster die om een spectroscopische dubbelster draait. Deze laatste bestaat uit twee hete reuzensterren die elk een lichtkracht bezitten van 70.000 keer die van de Zon en zo'n twintigmaal zo zwaar zijn.
De ster staat ook bekend als Mintika en ligt vrijwel op de hemelevenaar. Mintaka is de rechter ster van het opvallende rijtje van drie sterren die de gordel van Orion uitbeelden. De andere twee sterren zijn Alnitak en Alnilam.

## Systeem
Mintaka is een dubbelster rechts in de Gordel van Orion, en heeft een magnitude van +7, ongeveer 52 boogminuten van de hoofdster staat er nog een zwakkere ster tussen. De primaire component is spectroscopisch, en bevat een klasse B reus en een kleinere maar hetere ster van klasse O. De sterren draaien elke 5,73 dagen om elkaar heen. Deze sterren zijn elk 90.000 keer zo lichtsterk als de zon en hebben een gezamenlijke massa van ca. 40 zonnemassa's.